# Vailent
Vailent är ett klädmärke som designas av Nicklas Nurmi. Varumärket Vailent ägs av Poco Loco Svenska AB. De första Vailent-kläderna tillkom hösten 2002 och såldes på Carlings. Vailent har sedermera även sålts på Urban, Voltbutiker och SOLO och är en del av Varner-gruppen.